# Перейра, Адриан (норвежский футболист)
Адриан Нильсен Перейра (норв. Adrian Nilsen Pereira; род. 31 августа 1999, Ставангер, Ругаланн) — норвежский футболист, защитник клуба «Русенборг».

## Клубная карьера
Перейра — воспитанник клубов «Ставангер» и «Викинг». 26 апреля 2017 года в поединке Кубка Норвегии против «Риска» игрок дебютировал за основной состав последнего. 26 ноября в матче против «Стабека» он дебютировал в Типпелиге. 18 августа в поединке против «Стрёмгодсета» Адриан забил свой первый гол за «Викинг». В 2019 году игрок помог клубу завоевать национальный кубок. В 2020 году Перейра перешёл в греческий ПАОК. 26 сентября в матче против «Волоса» он дебютировал в греческой Суперлиге. По итогам сезона Адриан помог клубу завоевать Кубок Греции.
Летом 2021 года Перейра вернулся в Норвегию, подписав контракт на четыре года с клубом «Русенборг». 29 августа в матче против своего бывшего клуба «Викинг» он дебютировал за новую команду. 26 мая 2022 года в поединке против «Хёугесунна» Адриан забил свой первый гол за «Русенборг».

## Достижения
Клубные
 «Викинг»
- Обладатель Кубка Норвегии (1): 2019

 ПАОК
- Обладатель Кубка Греции (1): 2020/2021